# Evžen Alexandr František z Thurn-Taxisu
Evžen Alexandr František, 1. kníže z Thurn-Taxisu (německy Eugen Alexander von Thurn und Taxis, pokřtěn 11. ledna 1652 Brusel – 21. února 1714 Frankfurt nad Mohanem) byl první kníže z Thurn-Taxisu a generální poštmistr císařské pošty.

## Život
Narodil se jako druhý syn Lamorala II. Klaudia Františka, hraběte z Thurn-Taxisu a jeho manželky, hraběnky Anny Františky Evženie z Hornu. Pokřtěn byl 11. ledna 1652 v Bruselu.
Po smrti svého otce, nastoupil na místo generálního poštmistra. Roku 1681, poslední habsburský král Španělska Karel II. jej povýšil z hraběte na knížete a císař Leopold I. jej roku 1695 titul povýšil na říšského knížete.

### Manželství a potomstvo
Poprvé se oženil s princeznou Annou Adélou z Fürstenberg-Heiligenbergu, dcerou Heřmana Egona, hraběte z Fürstenberg-Heiligenbergu a jeho ženy hraběnky Marie Františky z Fürstenberg-Stühlingenu. Spolu měli 10 dětí:
- Dorotea z Thurn-Taxisu (*/† 1679)
- syn (*/† 1680)
- Anselm František, 2. kníže z Thurn-Taxisu (1681–1739)
- Jakob Lamoral z Thurn-Taxisu (*/† 1681)
- Jindřich František z Thurn-Taxisu (*/† 1682)
- Anna Františka z Thurn-Taxisu (25. února 1683 – 17. ledna 1763), manž. 1706 František Arnošt Salm-Reifferscheidt-Dyck (7. června 1659 – 16. července 1727)
- Eleonora Ferdinanda z Thurn-Taxisu (*/† 1685)
- Inigo Lamoral Maria Felix František z Thurn-Taxisu (*/† 1686)
- Anna Tereza z Thurn-Taxisu (*/† 1689)
- Marie Alžběta z Thurn-Taxisu (1. prosince 1691 – 22. dubna 1764), manž. Guillaume Alexandre de Lannoy (c.1690–1760)

Po smrti své první manželky, se oženil s hraběnkou Annou Augustou z Hohenlohe-Waldenburg-Schillingsfürstu, dcerou hraběte Ludvíka Gustava z Hohenlohe-Waldenburg-Schillingsfürstu a jeho manželky Anny Barbory ze Schönbornu. Spolu měli 4 děti, všechny však zemřely v dětství:
- Lothar František z Thurn-Taxisu (1705–1712)
- Maximilián Filip z Thurn-Taxisu (*/† 1706)
- Filip Lamoral z Thurn-Taxisu (*/† 1708)
- Marie Josefa z Thurn-Taxisu (*/† 1711)

## Tituly a oslovení
- 11. ledna 1652 – 13. září 1676: Vysoce urozený dědičný hrabě z Thurn-Taxisu
- 13. září 1676 – 1695: Vysoce urozený hrabě z Thurn-Taxisu
- 1695 – 21. ledna 1714: Jeho Jasnost kníže z Thurn-Taxisu